# Fornes (Nordland)
Pour les articles homonymes, voir Fornes.
Fornes est une localité du comté de Nordland, en Norvège.

## Géographie
Administrativement, Fornes fait partie de la kommune d'Andøy.